# سنجاي كومار (مصارع رياضي)
سنجاي كومار (بالإنجليزية: Sanjay Kumar) هو مصارع رياضي هندي، ولد في 23 ديسمبر 1967 في سونيبات في الهند.

## روابط خارجية
- سنجاي كومار (مصارع رياضي) على موقع قاعدة بيانات المصارعة الدولية (الإنجليزية)